# Ctenochares pedestris
Ctenochares pedestris är en stekelart som beskrevs av Matsumura 1911. Ctenochares pedestris ingår i släktet Ctenochares och familjen brokparasitsteklar. Inga underarter finns listade i Catalogue of Life.